# Головоломка (жанр відеоігор)

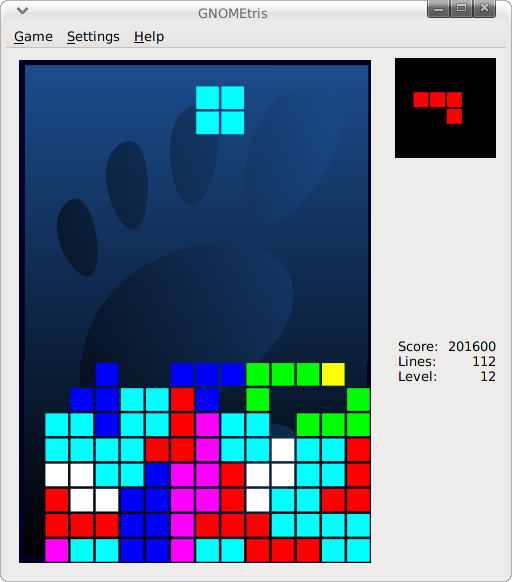
Тетріс — одна з найвідоміших ігор жанру головоломка

Головоломка (англ. puzzle) — назва жанру відеоігор, метою яких є вирішення логічних завдань, що вимагають від гравця задіяння логіки, стратегії, інтуїції та іноді ерудиції й уважності. Головоломки можуть включатися до ігор інших жанрів як ключові елементи ігрового процесу або ж для його урізноманітнення як міні-ігри.
До головоломок не зараховуються ігри та їх елементи, де гравець покладється на удачу або швидкість реакції. Іноді термін використовується для загального позначення ігор з незвичайним ігровим процесом, як, наприклад, в іграх Every Extend Extra, Braid.
Зазвичай головоломки не викликають складнощів для поширення та адаптації, їх можна зустріти на аркадних автоматах, ігрових приставках, кишенькових комп'ютерах, мобільних телефонах. Головоломки адаптовано під різний вік гравця, від дітей до дорослих. Багато ігор-головоломок включають елемент реального часу та вимагають швидкої реакції, наприклад Тетріс (1984) і Lemmings (1991).

## Історія розвитку

### Зародження
Предтечею жанру були настільні, графічні та механічні головоломки — від кросвордів до кубика Рубіка. Однією з перших відеоігор-головоломок стала Amazing Maze (1976), розроблена для аркадних автоматів. Єдиним її завданням було вийти з лабіринту до того, як це зробить керований комп'ютером противник. В наступні роки головоломки розроблялися як навчальні ігри, як Othello, 3D Tic-Tac-Toe (Хрестики-нулики), A Game of Concentration.
1982 року з'явилася Loco-Motion, де гравець мав повертати квадрати з фрагментами залізниці, складаючи цілісні колії та провести по них локомотив. Популярною, і однією з перших, де використовувалася ізометрична проєкція, стала Q*bert (1982). У ній потрібно було перефарбовувати кубики, стрибаючи по них ігровим персонажем, при цьому слідкуючи щоб вони перефарбовувалися на потрібний колір з-поміж кількох можливих. Boulder Dash (1984) поєднувала кілька завдань, з яких прокладати собі шлях, не застрягнувши, збирати потрібну кількість предметів і уникати пасток. Еталоном жанру стала гра Тетріс, що з'явилася в 1984 році і поєднувала в собі простоту та захопливий ігровий процес, заснована на пентаміно.

### 1990—2010
На початку 1990-х років такі ігри як Lemmings і The Lost Vikings оживили жанр головоломок. Поява тривимірної графіки сприяло розвитку головоломок на ігрових приставках. Щодо них дешеві для виробництва ігри знайшли свою нішу на портативних ігрових системах.
У 2000 році гри Pikmin, Meteos, Polarium, LocoRoco і Lumines знову відродили принципи жанру. В Японії серія ігор Brain Training (розвиваючі логічні ігри) — один з найбільших успіхів індустрії відеоігор за 2005 рік.
У жанрі згодом виділилися фізичні головоломки з реалістичною взаємодією об'єктів. Особливого поширення вони набули у вигляді онлайн флеш-ігор та ігор для мобільних платформ впродовж 2000-2010-х років. Як міні-ігри фізичні головоломки є частими в іграх інших жанрів.

### Сучасність
2011 року з'вилася Where's My Water? Процес гри полягає у прокладанні гравцями маршруту для доставки запасів води до гидливого крокодила. Гра отримала високу оцінку за геймплей та графічний стиль, з головний герой крокодильчик Свомпі — це перший оригінальний діснеївський персонаж для мобільної гри, озвучений актором Джастіном Т. Боулером.
У 2015 році великий прорив у жанрі здійснила гра Undertale, де гравець керує дитиною, яка подорожує Підземеллям, населеним чудовиськами, з якими мусить вибудувати відносини, щоб вибратися. Вибір гравця дуже сильно впливає на кінцевий результат гри, в залежності від його рішень змінюються діалоги та фінальні сцени.

## Різновиди

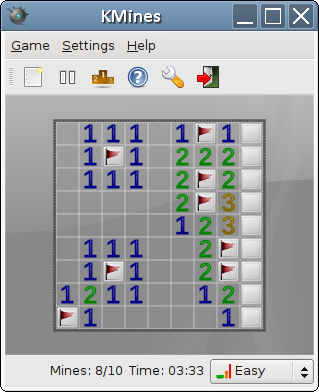
Головоломка Сапер, встановлена на багатьох платформах

### Традиційна головоломка
Ігри цього піджанру створюються за зразком настільних і механічних головоломок: пасьянсів, маджонга, п'ятнашок, кросвордів тощо. Прикладами є електронні версії таких ігор, їх компіляції, як Brain Age: Train Your Brain in Minutes a Day! (2005).

### Встановлення відповідності
У деяких головоломках гравцеві даються випадкові блоки або шматочки, які потрібно зібрати в певній послідовності й формі. До таких ігор належать Тетріс, Klax, Lumines. При цьому Тетріс породив безліч продовжень, варіацій і клонів за участю «падаючих блоків». Деякі з таких головоломок мають режим гри, зворотній до Тетриса. Так, наприклад, в Tetrisphere і Tetris Attack, гравець повинен очистити площу від деталей за обмежену кількість ходів.
Подібними за сенсом є ігри на встановлення відповідності, такі як Zuma та ігри із розставляння предметів у ряди. Ще одним представником жанру є створена Хіроюкі Імабаясі гра Sokoban (1980), в якій гравець пересуває ящики по лабіринту з метою поставити їх на задані кінцеві позиції.

### Sokoban
Sokoban (яп. 倉庫番 sōkoban, warehouse keeper) — транспортна головоломка, де гравець штовхає ящики або контейнери, розташовані на складі, намагаючись пересунути їх до місць зберігання. Головоломка зазвичай реалізована як відео гра.
Sokoban було створено 1981 року Hiroyuki Imabayashi, і видано у грудні 1982-го компанією Thinking Rabbit.

### Екшн-головоломка
Такі ігри вимагають від гравця вирішити головоломку за відведений час: Lode Runner (1984), Lemmings (1991). Вони часто поєднуються з іншими жанрами, як платформери, шутери, квести і екшен-адвенчури. Наприклад, Resident Evil, Silent Hill, LittleBigPlanet чи серія ігор The Legend of Zelda включають в себе головоломки.
Різновидом, що може відноситися як до екшн-головоломок, так і інших різновидів, є головоломка-лабіринт. Залежно від конкретної гри, завданням може ставитися як просто знайти вихід (Amazing Maze), так і уникати противників (Pac-man), зібрати певні предмети. Також схожим є різновид «вийти з кімнати», в іграх якого гравцеві потрібно застосувати потрібні предмети для втечі із закритого приміщення.

### Пошук предметів
Гра з пошуку предметів — це жанр відеоігор-головоломок, де гравець має знайти предмети зі списку, які приховані на рівні. Ігри зі пошуком предметів є популярним трендом у казуальних іграх.
Ігри такого жанру приваблюють шанувальників таких ігор, як Myst, а демографічні показники гравців схиляються до жінок, старших 55 років. 2021 року серед гравців Big Fish Games 85 % становили жінки, 76 % з яких були старіше за 55 років.

### Фізична головоломка

Angry Birds — одна з найпопулярніших головоломок «нової хвилі»

Такі ігри стали з'явилися на початку 1990-х років, коли комп'ютери стали досить потужними, щоб прораховувати зіштовхування об'єктів складної форми, провисаючих мотузок, поведінку рідин тощо. Одна з перших ігор такого типу — The Incredible Machine (1992). До фізичних головоломок відносять ігри як Portal, The Ball, де вирішення власне головоломок суворо обумовлене сюжетом. Розробка фізичних головоломок набула популярності серед інді-розробників. Прикладами є World of Goo (2008), Osmos (2009), Limbo (2010) Besiege (2015).
Жанр став особливо популярним на мобільних платформах, як смартфони і планшети. Для них характерне яскраве оформлення і простіше, ніж на ПК і консолях, управління. До прикладу, гравець може проведенням пальця по екрану перемістити предмет, перерізати мотузку чи прицілитися для пострілу. Найвідоміші фізичні головоломки для мобільних платформ — Angry Birds (2009), Cut the Rope (2010), Where's My Water? (2011).

## Найвизначніші ігри
- Tetris
- Angry Birds
- Puzzle Quest
- The Return of Obra Dinn
- Antichamber
- Superliminal
- Portal, Portal2
- Грибная Ера (игра для ПК)
- Gish
- World of Goo
- Osmos
- The Witness
- The Talos Principle
- Where's My Water?
- Undertale
- Balance
- Resident Evil
- Limbo